# Sarcophaga limbatella
Sarcophaga limbatella är en tvåvingeart som först beskrevs av Mario Bezzi 1928.  Sarcophaga limbatella ingår i släktet Sarcophaga och familjen köttflugor.
Artens utbredningsområde är Fiji. Inga underarter finns listade i Catalogue of Life.